# Matt Cutts
Pour les articles homonymes, voir Cutts.
Matt Cutts, né en 1972 ou en 1973 est un blogueur très suivi. Il communique régulièrement auprès de la communauté SEO des informations sur Google.

## Biographie
Diplômé de l'Université de Caroline du Nord, il rejoint Google comme un ingénieur logiciel en janvier 2000. Il était responsable de Google Webspam jusque l'été 2014, date à laquelle il décide de partir en congé pour se tourner vers des projets personnels. Il a été remplacé en mai 2015 par un autre profil moins communiquant au sein de Google. 